# Sabuatach

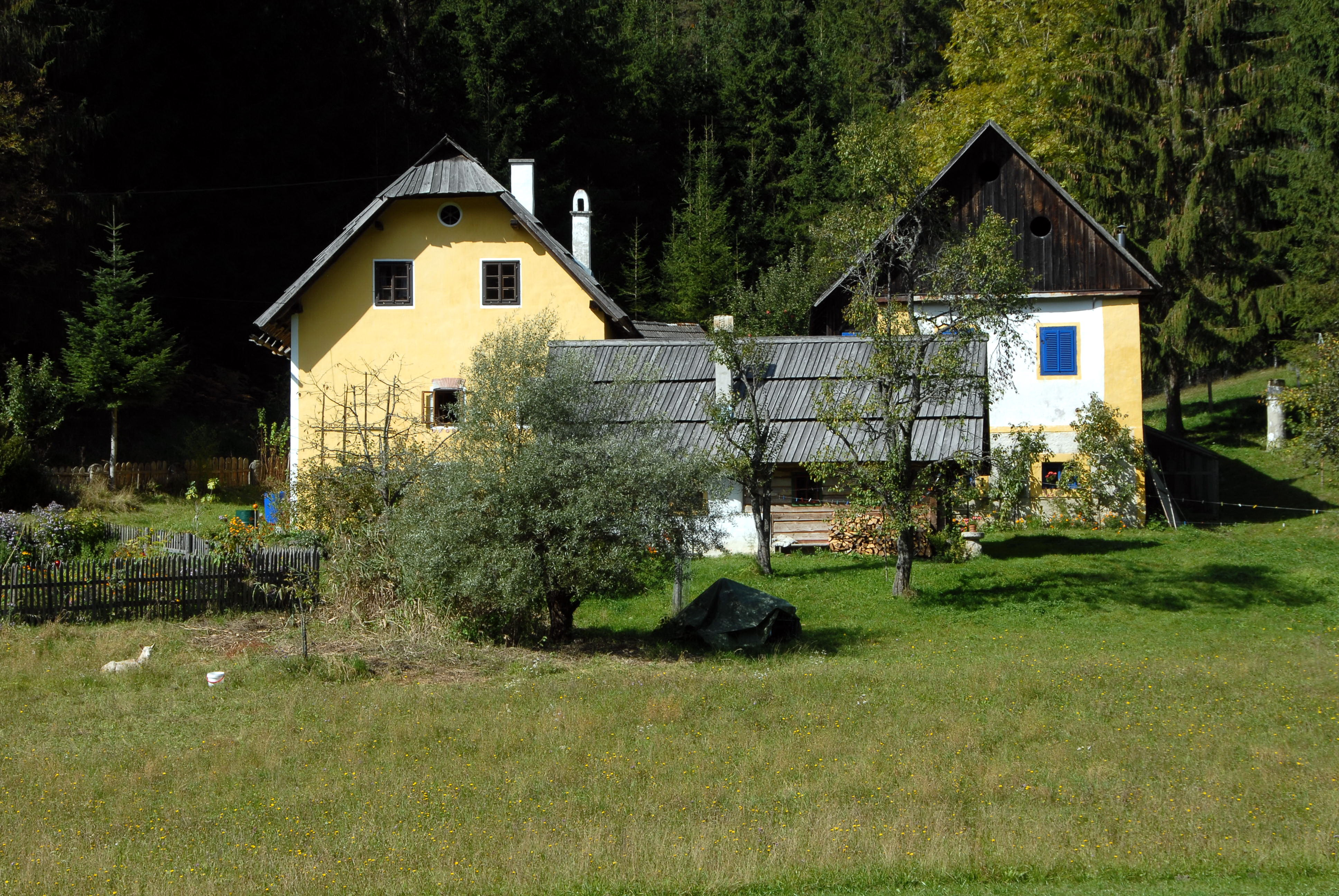
Typisches Einschichthaus in Sabuatach

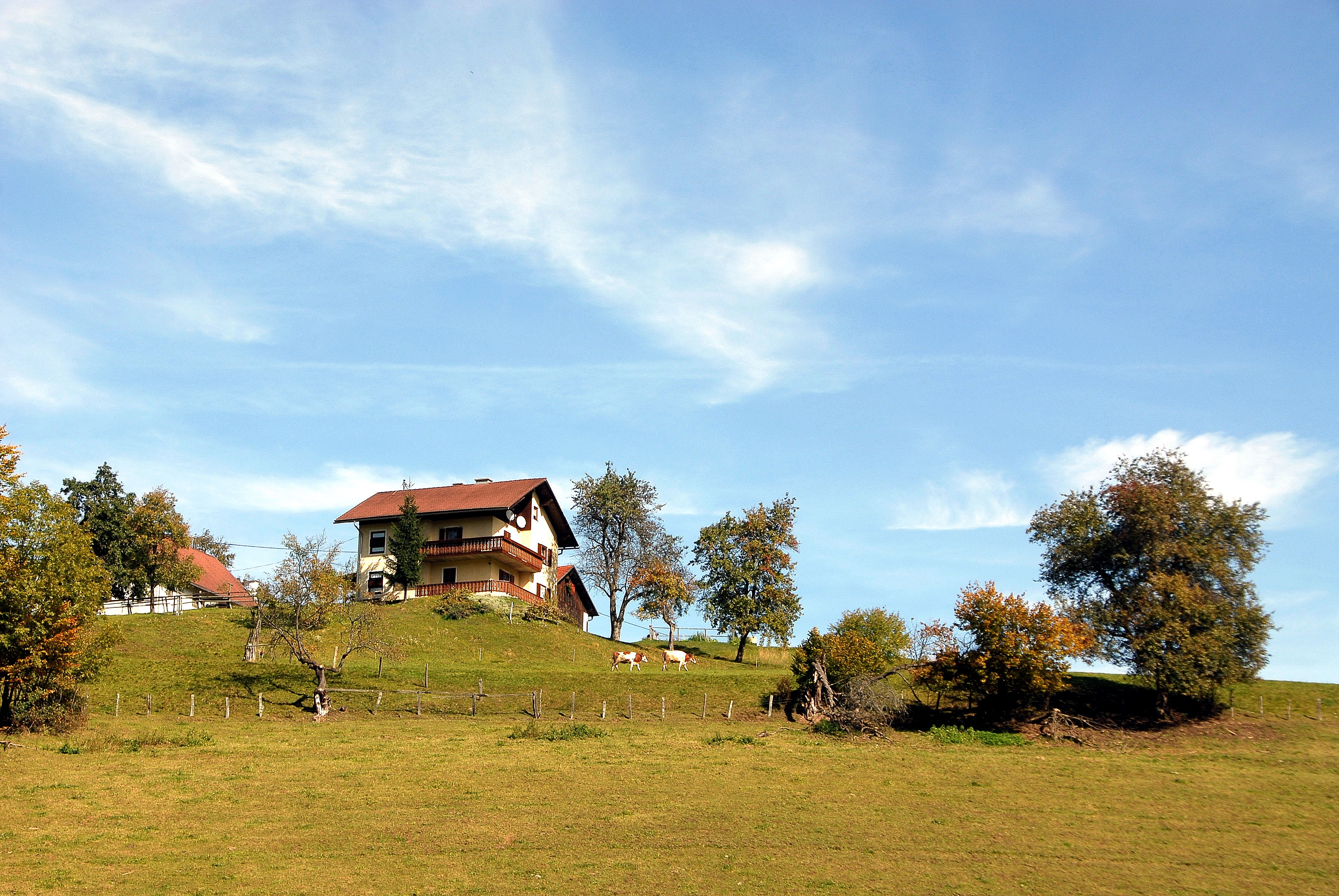
Das Gehöft Primaschitz in Sabuatach

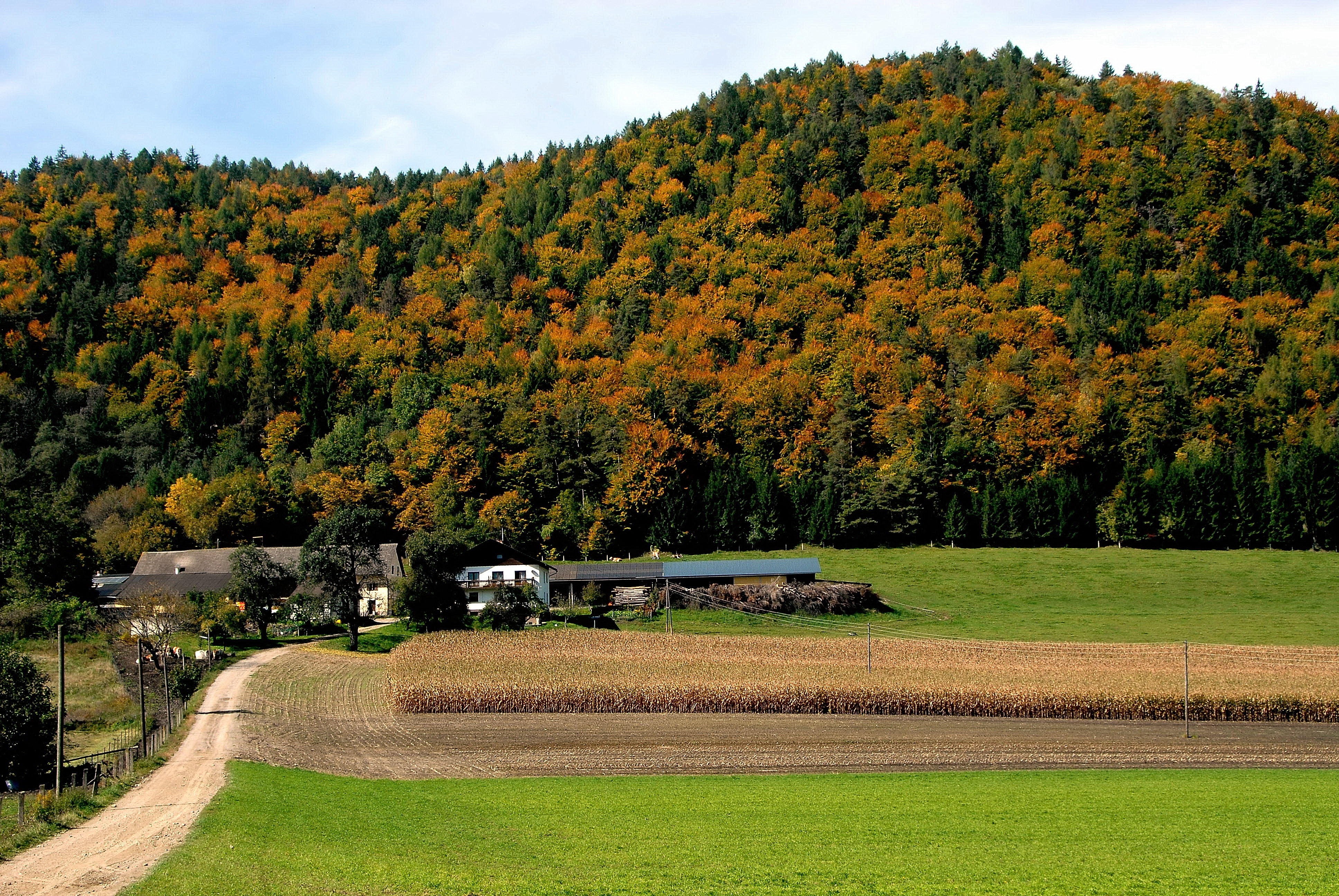
Gehöft mit Maisfeld im herbstlichen Sabuatach

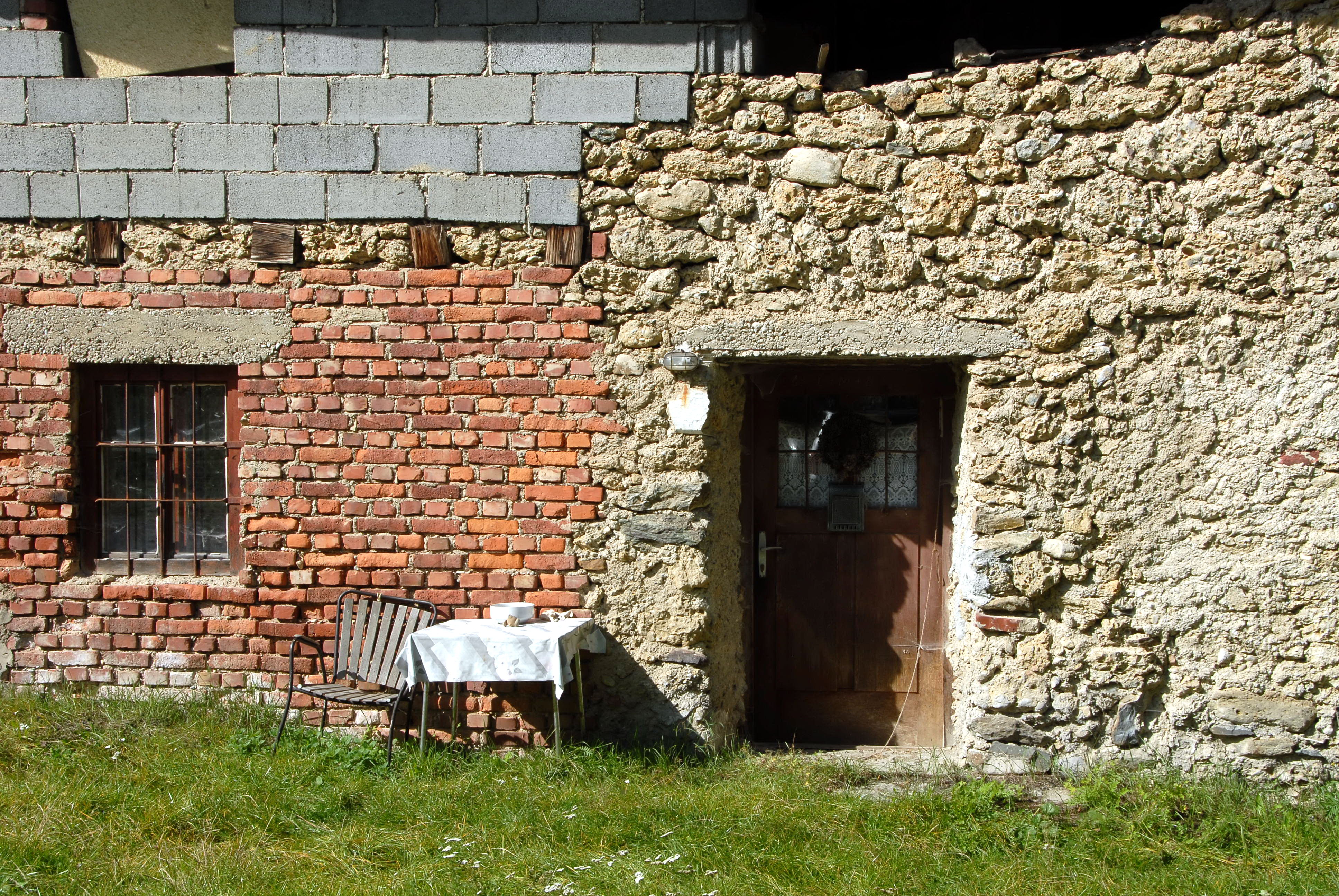
Detail eines charakteristischen heruntergekommenen Einschichthauses in Sabuatach, das Gehöft Wlattnig

Sabuatach (slow.: Zablate) ist eine Streusiedlung im Süden Österreichs (Kärnten). Sie hatte bei der Volkszählung im Jahre 2001 33 Einwohner. Bis 1973 lag Sabuatach in der Gemeinde Mieger. Seit 1973 ist Sabuatach zwischen den Gemeinden Grafenstein (16 Einwohner) und Ebenthal in Kärnten (11 Einwohner) aufgeteilt.

## Geographie
Die Streusiedlung liegt in einer tektonisch geschaffenen Senke des östlichen Sattnitz-Bergrückens in einer Seehöhe von rund 600 m. Die N-S verlaufende Senke wurde ursprünglich von umfangreichen Niedermoorflächen eingenommen, welche durch Meliorierung um 1960 in intensiver bewirtschaftbare Flächen umgewandelt wurden. Damit war es bei den betroffenen landwirtschaftlichen Betrieben, die vorher nur saures Heu für ihre Pferde und Stiere gewonnen hatten, möglich, auf eine verstärkte Kuhhaltung umzusteigen. Im Westen steigt das Sattnitzkonglomerat steil zur Hochfläche von Berg in rund 680 m an, im Osten zur Hochfläche des Skarbin (700 m).
Im südlichen Teil wird das Tal durch einen breiten Moränenrücken des ehemaligen Wörtherseegletschers gesperrt, auf dem das Gehöft vlg. Schlebnig liegt.
Erreichbar ist das Gebiet einerseits über die Gemeindestraße von Grafenstein aus, anderseits auf der örtlichen Straßenverbindung von Ebenthal über Obermieger. Erst 1958 wurde das letzte Teilstück der Straße nach Grafenstein erbaut.
Die Schlucht, welche sich von Sabuatach nach Sand hinunter durch das Konglomerat frisst, bietet im Winter schöne gefrorene Wasserfälle.
Von dem Wasserspeicher in Sand aus gelangt man dem gefrorenen Bach entlang über einige Steilstufen zu den Wasserfällen.
Diese sind bis zu 10 Meter hoch und bieten oben Bäume zum Sichern.

## Höhlen und Legenden
Es gibt Höhlen, die mehr als 40 m tief sein sollen und bis Schloss und Ort Saager am südöstlichen Fuß des Sattnitz-Rückens unterirdisch den Berg durchqueren. Einst sei eine ins Loch geworfene Katze in Saager wieder herausgekommen.
Es sollen die Höhlen der Südwände des Skarbin schon in der Steinzeit besiedelt gewesen sein.

## Geschichte
Die Senke von Sabuatach wurde von vier Huben (vlg. Wlattnig, Praschnig, Hubner und Schlebnig) bewirtschaftet, zu denen ab 1600 weitere 9 Keuschen kamen.
Nach Süden im Mühlgraben hatte fast jeder Bauer seine eigene Hausmühle, insgesamt standen hier ca. 12 Mühlen. Einige von ihnen waren größer und mahlten auch das Getreide für die Betriebe von Skarbin und Berg. Erst nach 1950 wurden die letzten Mühlen stillgelegt.

## Wirtschaft
Das weitläufige Gebiet ist nur dünn besiedelt und die Bevölkerung lebt zum einen Teil meist im Nebenerwerb von der Landwirtschaft, hier hauptsächlich vom Forst aber auch von der Viehhaltung, und zum anderen Teil pendeln die Bewohner zwecks besserer Verdienstmöglichkeiten vorwiegend nach Ebenthal und Klagenfurt aus.
Eine lokale Besonderheit stellt ein privates Arboretum dar, welches derzeit etwa 240 Gehölzarten aus der ganzen Welt beheimatet. Der Garten wird seit ca. 10 Jahren kontinuierlich erweitert und umfasst auch zahlreiche krautige Pflanzen, darunter alle in Österreich heimischen Hauswurz-Arten (Gattung Sempervivum) oder 10 Arten einheimischer Orchideen.
Das Arboretum Sabuatach ist von einer auffälligen, 300 Meter langen und 10 Meter hohen Hecke umschlossen. Die Haselnuss-Hecke zeichnet sich durch einen sehr reichen Unterwuchs mit vielen Frühjahrs-Geophyten (mehrere Windröschen (Anemone)-Arten, Lerchensporn (Corydalis solida), Gelbsterne (Gagea pratensis) etc.), Orchideen, Türkenbund-Lilien (Lilium martagon), Buchenspargel (Monotropa hypophegea) etc. aus.

## Künstler
Der Kunstmaler Werner Lössl hat sich hier in dieser beschaulich einschichtigen Landschaft sein Wohnhaus mit Atelier gebaut.